# Vanni Codeluppi
Vanni Codeluppi (...) è un sociologo italiano,  studioso dei fenomeni comunicativi presenti nel mondo dei consumi, dei media e della cultura di massa e autore di neologismi come "vetrinizzazione sociale", "biocapitalismo", "lusso democratico"..

## Biografia
È professore ordinario presso l'Università di Modena e Reggio Emilia, dove attualmente insegna "Sociologia" e "Sociologia dei consumi" . Insegna anche al Master di secondo livello in "Comunicazione e Marketing politico ed istituzionale" dell'Università LUISS di Roma. In passato, ha tenuto corsi presso l'Università IULM di Milano, l'Università di Urbino e l'Università di Palermo.  
All'Università IULM di Milano, è stato direttore del Dipartimento di Comunicazione, arti e media e ha creato e diretto il Dottorato di ricerca in "Communication, Markets and Society" e il "Master in Management del Made in Italy. Consumi e comunicazione della moda, del design e del lusso". È stato docente anche presso il "Master in Comunicazione d'Azienda" dell'UPA e dell'Università Cà Foscari di Venezia.
È Direttore di C3 (Centro internazionale di studi sulla comunicazione, la creatività e i consumi del Dipartimento di Comunicazione ed Economia dell'Università di Modena e Reggio Emilia) ed è membro di CESCOCOM (Centro Studi Avanzati sul Consumo e la Comunicazione dell'Università di Bologna).
È stato membro del Comitato scientifico del Triennale Design Museum della Triennale di Milano e attualmente è membro del Comitato scientifico della RAI per i 100 anni della radio e i 70 anni della televisione, del Comitato scientifico dell'Archivio Cesare Zavattini e del Comitato scientifico della Fondazione Palazzo Magnani di Reggio Emilia.
Dirige presso l'editore Franco Angeli le collane “Impresa, comunicazione, mercato” e “Comunicazione e società”. È membro dei Comitati scientifici delle collane editoriali “Consumo, comunicazione, innovazione” (Franco Angeli), “Biblioteca di cultura” (Bulzoni), "Societas" (Edizioni Nuova Cultura), “Sociologie” (Mimesis), "Social Theory, Communication and Media Studies" (Aracne), "Strutture e culture sociali" (Franco Angeli), iMedia (Edizioni Estemporanee), "Società, comunicazione, impresa (Guerini Next), "I pescatori di perle" (Meltemi) e "Motus. Studi sulla società" (Meltemi).
È inoltre membro dei Comitati scientifici delle riviste Micro & Macro Marketing, Sociologia del lavoro, Pensar la publicidad. Revista internacional de investigaciones publicitarias, Im@go. Rivista di studi sociali sull'immaginario, Mediascapes, ISR Italian Sociological Review, Zone Moda Journal, Studi di Sociologia, Origine, Doppiozero, Digit Cult, MeTis e Ocula.
Ha pubblicato più di 50 volumi monografici. Alcuni suoi saggi sono usciti anche in Francia, Spagna, Inghilterra, Germania, Stati Uniti e Giappone. Nel 2013 il libro Ipermondo è stato premiato al Premio "Enrico Fermi" Città di Cecina per la Divulgazione Scientifica e le scienze umane.
Ha scritto numerosi articoli per quotidiani e testate online, tra cui La Repubblica, Domani, Il manifesto e Doppiozero. Ha pubblicato inoltre sulle riviste culturali Alfabeta e La Gola e ha tenuto rubriche continuative su Micro & Macro Marketing, Strategia e Mark Up.
Ha un H Index di 30 su Google Scholar, che ha registrato più di 4.000 citazioni.

## Opere
Monografie
- Consumo e comunicazione. Merci, messaggi e pubblicità nelle società contemporanee (FrancoAngeli, 1989)
- I consumatori. Storia, tendenze, modelli (FrancoAngeli, 1992)
- La pubblicità. Guida alla lettura dei messaggi (FrancoAngeli, 1997)
- Lo spettacolo della merce. I luoghi del consumo dai passages a Disney World (Bompiani, 2000)
- Che cos'è la pubblicità? (Carocci, 2001)
- Il potere della marca. Disney, McDonald's, Nike e le altre (Bollati Boringhieri, 2001)
- Che cos'è la moda (Carocci, 2002)
- Il potere del consumo. Viaggio nei processi di mercificazione della società (Bollati Boringhieri, 2003)
- Manuale di Sociologia dei consumi (Carocci, 2005)
- La vetrinizzazione sociale. Il processo di spettacolarizzazione degli individui e della società (Bollati Boringhieri, 2007)
- Dalla corte alla strada. Natura ed evoluzione sociale della moda (Carocci, 2007)
- Il biocapitalismo. Verso lo sfruttamento integrale di corpi, cervelli ed emozioni (Bollati Boringhieri, 2008)
- Tutti divi. Vivere in vetrina (Laterza, 2009)
- Dalla produzione al consumo. Processi di cambiamento delle società contemporanee (FrancoAngeli, 2010)
- Persuasi e felici? Come interpretare i messaggi della pubblicità (Carocci, 2010)
- Il ritorno del medium. Teorie e strumenti della comunicazione (FrancoAngeli, 2011)
- Stanno uccidendo la tv (Bollati Boringhieri, 2011)
- The Return of the Medium. Communication Theories from Early Newspapers to the Internet (Lap Lambert, 2012)
- Ipermondo. Dieci chiavi per capire il presente (Laterza, 2012)
- L'era dello schermo. Convivere con l'invadenza mediatica (FrancoAngeli, 2013)
- Storia della pubblicità italiana (Carocci, 2013)
- Metropoli e luoghi del consumo (Mimesis, 2014)
- I media siamo noi. La società trasformata dai mezzi di comunicazione (FrancoAngeli, 2014)
- Il gusto. Vecchie e nuove forme di consumo (Vita e Pensiero, 2015)
- Selfie. Un monumento per tutti (Consorzio per il Festival Filosofia, 2015)
- Mi metto in vetrina. Selfie, Facebook, Apple, Hello Kitty, Renzi e altre "vetrinizzazioni" (Mimesis, 2015)
- Moda & pubblicità. Una storia illustrata (Carocci, 2016)
- Il divismo. Cinema, televisione, web (Carocci, 2017)
- Il tramonto della realtà. Come i media stanno trasformando le nostre vite (Carocci, 2018)
- Che cos'è la pubblicità. Nuova edizione (Carocci, 2019)
- Ligaland. Il mondo di Luciano Ligabue (Mimesis, 2020)
- Jean Baudrillard. La seduzione del simbolico (Feltrinelli, 2020)
- Vita di Luigi Ghirri. Fotografia, arte, letteratura e musica (Carocci, 2020)
- Dizionario dei media (FrancoAngeli, 2020)
- Come la pandemia ci ha cambiato (Carocci, 2020)
- Stardom in Cinema, Television and the Web (Cambridge Scholars, 2021)
- Leggere la pubblicità (Carocci, 2021)
- Vetrinizzazione. Individui e società in scena (Bollati Boringhieri, 2021)
- Umberto Eco e i media (FrancoAngeli, 2021)
- Creativi d'Emilia (Carocci, 2022)
- Sociologia dei consumi (Carocci, 2022)
- Mondo digitale (Laterza, 2022)
- La marca. Tra impresa e società (FrancoAngeli, 2023)
- Luciano Ligabue. Musica, cinema, letteratura (FrancoAngeli, 2023)
- I 7 tradimenti del digitale (Laterza, 2024)
- La morte della cultura di massa (Carocci, 2024)
- Il primo libro di sociologia dei consumi (Einaudi, 2024)

Volumi curati
- Jean Baudrillard. Il sogno della merce (Lupetti, 1987)
- (con Roberto Brognara) Imagineering. Costruzione dell’immagine e strategie di comunicazione, (Guerini, 1992)
- La sfida della pubblicità (FrancoAngeli, 1995)
- (con Giampaolo Fabris) Consumi e organizzazioni, in "Sociologia del lavoro e dei consumi", n. 83 (FrancoAngeli, 2001)
- Tra produzione e consumo. Processi di cambiamento della società italiana, in "Sociologia del lavoro e dei consumi", n. 93 (FrancoAngeli, 2004)
- La società immateriale. Lavoro, consumo e luoghi sociali, in "Sociologia del lavoro e dei consumi", n. 99 (FrancoAngeli, 2005)
- Il sogno della marca. Immaginari di marca, valori sociali e universo sportivo (Lupetti, 2007)
- (con Mauro Ferraresi) La moda e la città (Carocci, 2007)
- (con Roberta Paltrinieri), Il consumo come produzione,  in "Sociologia del lavoro e dei consumi", n. 108 (FrancoAngeli, 2007)
- (con Ampelio Bucci e Mauro Ferraresi) Moda oggi fra lusso e low cost (Arcipelago Edizioni, 2008)
- (con Stefano Calabrese) Nel paese delle meraviglie. Che cosa sono i parchi di divertimento (Carocci, 2009)
- (con Roberta Paltrinieri) Il ciclo della merce: cambiamenti della produzione e del consumo, in "Sociologia del lavoro e dei consumi", n. 116 (FrancoAngeli, 2010)
- Thorstein Veblen. Il consumo vistoso (ArchetipoLibri, 2011)   (con Ampelio Bucci e Mauro Ferraresi) Il made in Italy (Carocci, 2011)
- Mostri. Dracula, King Kong, Alien, Twilight e altre figure dell’immaginario (FrancoAngeli, 2013)
- (con Roberta Paltrinieri) Consumo, diseguaglianza e partecipazione,  in "Sociologia del lavoro e dei consumi", n. 132 (FrancoAngeli, 2013)
- Jean Baudrillard. Miti fatali (FrancoAngeli, 2014)
- (con Giovanni Boccia Artieri e Giovanni Fiorentino), Di comunicazione si vive, o si muore. Media, Ricerca, Università, in “Mediascapes Journal”, n. 4, 2015
- Eroi. Superman, Batman, Tex, 007, Harry Potter e altre figure dell’immaginario (FrancoAngeli, 2015)
- Emanuele Pirella. La mia pubblicità (FrancoAngeli, 2016)
- Orson Welles. È tutto vero. Marziani, astronavi e beffe mediatiche (FrancoAngeli, 2016)
- Jean Baudrillard. Pornografia del terrorismo (FrancoAngeli, 2017)
- L’origine dei media: Hawthorne e Poe (FrancoAngeli, 2017)
- Blade Runner reloaded (FrancoAngeli, 2017)
- (con Maria Angela Polesana) Baudrillard ovunque (Meltemi, 2017)
- (con Tito Vagni) Jean Baudrillard e la teoria dei media, in “Mediascapes Journal”, n. 9, 2017
- Dimenticare McLuhan (FrancoAngeli, 2018)
- (con Aldo Grasso) Olocausto: la tv sociale (FrancoAngeli, 2019)
- (con Maria Angela Polesana) IULM - Rapporto 2019 sulla comunicazione d’impresa (FrancoAngeli, 2019)
- Fellini e la pubblicità (FrancoAngeli, 2020)
- Chanel. Identità di marca e pubblicità (FrancoAngeli, 2021)
- Pasolini e i media (FrancoAngeli, 2022)
- Forme estetiche e società ipermoderna (Meltemi, 2023)